# قائمة إصدارات ويندوز إكس بي
ويندوز إكس بي تم إطلاقه بعدة إصدارات منذ أول إطلاق الذي كان عام 2001.
ويندوز إكس بي متوفر في العديد من اللغات. بالإضافة إلى ذلك، التركيبات-الإضافية في واجهة المستخدم بترجمتها متاحة أيضاً لبعض اللغات.

## الإصدار المنزلي والمحترف>>

الرسم البياني الذي يمثل أهم إصدارت ويندوز إكس بي. وهو يقوم على فئة من الإصدار (الرمادي) وترميز يستخدم (السهم الأسود).

أول إصداران من ويندوز إكس بي تم إطلاقهما عن طريق ميكروسوفت هما ويندوز إكس بي الإصدار المنزلي ـ الذي صمم بشكل خاص للاستخدام المنزلي، أما إصدار ويندوز إكس بي المحترف فقد تم تصميمه للأعمال التجارية والمستخدمين الأكثر احترافاً.
ويندوز إكس بي الإصدار المحترف يتيح العديد من الميزات الغير متوفرة في الإصدار المنزلي، منها :
- قدرته على أن يكون جزءاً من نطاق ويندوز المخدم، التي ستكون مجموعة من أجهزة الحاسب تدار عن بعد عن طريق مخدم مركزي من جانب واحد أو أكثر .
- تطور خطة التحكم بالوصول التي تسمح بتصاريح معينة على ملفات محددة يتم منحها من قبل مستخدمين محددين في ظل ظروف طبيعية. ومع ذلك، فإنه يمكن للمستخدم أدوات أخرى أكثر من مستكشف ويندوز (مثل مدير الملفات) أو إعادة تشغيل نظام التشغيل على الوضع الآمن  [لغات أخرى]‏ لتعديل قوائم التحكم بالوصول.
- مخدم أجهزة الحاسب البعيدة، الذي يسمح بتشغيل جهاز الحاسب من جانب مستخدم ويندوز إكس بي آخر على مدى شبكة المنطقة المحلية أو عن طريق شبكة الإنترنت.
- الملفات والمجلدات غير المتصلة، التي تسمح لجهاز الحاسب تلقائياً بتخزين نسخة من الملفات على جهاز حاسب آخر موصل على نفس الشبكة والعمل معها في حالة وجود انقطاع.
- نظام تشفير الملف، الذي يرمز الملفات المخزنة على القرص الصلب لجهاز الحاسب بحيث أنها لا يستطيع مستخدم آخر قراءتها، حتى في حالة الوصول المرئي إلى الوسط المخزن بها هذه البيانات.
- ميزات الإدارة المركزية، بما فيها مجموعة الخطط وبرامج الحاسوب الآلي والتركيب والصيانة، ملفات تجوال المستخدم، خدمة التركيبات البعيدة (RIS).
- خدمة معلومات الإنترنت (IIS)، مخدم ميكروسوفت ببروتوكول نقل الملفات وبروتوكول انتقال النص التشعبي.
- دعم إثنين من وحدات المرئية. (لأن قدرات المعالجات الثنائية النواة وتقنية الربط الفائق بالمعالجات المركزية الحديثة تعتبر جزءاً من وحدة المعالج المرئي المفرد، المعالجات المتعددة النواة تدعم استخدام ويندوز إكس بي الإصدار المنزلي).[3][4]
- لوحة توزيع إدارة ويندوز (WMIC) : هذه اللوحة هي أداة بخط موجه الأوامر مصمم لتخفيف استرجاع معلومات التوزيع بإدارة ويندوز (WMI) عن طريق استخدام مفاتيح مفردات (الأسماء المستعارة).

### كما يوجد العديد من إصدارات ويندوز إكس بي، منها
- ويندوز إكس بي إصدار إن.
- ويندوز إكس بي إصدار كي وكي إن.
- ويندوز إكس بي إصدار ستارتر.
- ويندوز إكس بي إصدار ميديا سنتر.
- ويندوز إكس بي إصدار تابلت بي سي.
- ويندوز إكس بي إصدار 64 – بت.